# Germán Garmendia
Garmendia  Aranis est un nom espagnol. Le premier nom de famille, en général paternel, est Garmendia ; le second, en général maternel, souvent omis, est Aranis.
Germán Alejandro Garmendia Aranis (prononcé en espagnol : [xeɾˈman aleˈxandɾo ɣaɾˈmendja aˈɾanis]), (Copiapó, 25 avril 1990) est un YouTuber, auteur-compositeur-interprète, comédien et écrivain chilien. Il est devenu célèbre grâce à sa chaîne YouTube HolaSoyGerman, où il a mis en ligne des vidéos humoristiques sur des situations du quotidien. En 2013, il crée sa chaîne de gameplay, JuegaGerman, qui finira par dépasser sa chaîne précédente en nombre d'abonnés.

## Biographie
Germán Garmendia est né le 25 avril 1990 à Copiapó, Chili. Le 24 décembre 1993, la veille de Noël, son père est décédé dans un accident de la route. À plusieurs reprises, il a exprimé la grande admiration qu'il a pour sa mère. Pendant son enfance, il a vécu dans diverses villes du Chili, jusqu'à s'installer dans la commune de Los Vilos, région de Coquimbo, avant de s'installer dans la commune de Maipú, à l'ouest de Santiago du Chili.
Il a mis en ligne sa première vidéo YouTube en septembre 2011, après avoir été encouragé par un ami. Au début, ses vidéos étaient humoristiques et traitaient de situations de la vie quotidienne. Dans une interview avec BBC Mundo, Garmendia a déclaré: «L'humour que je fais sur YouTube est assez innocent. J'ai toujours aimé faire rire les gens en me moquant de moi, jamais des autres ». Sur sa deuxième chaîne, JuegaGerman, il met en ligne des vidéos sur les jeux vidéo, playthroughs, des vidéos-réactions et autres.
En 2013, il est apparu sur YouTube Rewind, et a continué à faire des apparitions plus tard,.
En 2014, il a remporté le prix "Ícono digital del año" aux MTV Millennial Awards et lors de la tranche 2016, il a remporté le prix dans la catégorie "Master Gamer".
Le 5 avril 2016, il a sorti numériquement un extended play de son groupe appelé Así es normal, et le 22 novembre 2016, le clip intitulé «Cambia» a été publié. Le 18 avril 2017, il a été annoncé que le groupe se produirait pour la première fois au Teatro Caupolicán le 4 novembre 2017.
En 2016, il a également participé au doublage en espagnol pour l'Amérique latine du film L'Âge de glace : Les Lois de l'Univers jouant Julian.
En décembre 2017, il a été annoncé qu'il lancerait un deuxième livre dans la seconde moitié de 2018, pour lequel il a signé un contrat avec Grupo Planeta. En septembre 2018, il a été annoncé qu'il s'agirait d'un roman de fiction intitulé Di hola, qui porte sur "une histoire émouvante de loyauté, d'amour et d'amitié". Il a été publié le 9 octobre 2018,.
Depuis le 9 avril 2018, il est ambassadeur de la Fondation Make-A-Wish.
Le 16 mai 2024, la chaîne JuegaGerman est devenue la première chaîne hispanique à dépasser les 50 Millions d'abonnés et la première chaîne YouTube en langue espagnole à recevoir le prix communément appelé «Ruby Plaque», qui est décerné aux créateurs qui dépassent ce nombre d'abonnés.
Actuellement, sa chaîne JuegaGerman est la 72e chaîne au monde et compte 53,1 millions d'abonnés. Il est également le cinquième YouTuber avec le plus d'abonnés en espagnol, derrière la chaîne espagnole «Mikecrack». Actuellement, il est le YouTuber avec le plus d'abonnés au Chili.

## Vie personnelle
Depuis 2016, il est en couple avec l'actrice américaine Lenay Chantelle. Depuis 2015, il est végétarien pour des raisons éthiques.